# Lukas Jørgensen
Pour l’article homonyme, voir Jørgensen.
Lukas Lindhard Jørgensen, né le 31 mars 1999 à Lejre au Danemark, est un handballeur international danois qui évolue au poste de pivot. a son club formateur et rejoindra le club allemand du SG Flensburg-Handewitt.
Avec l'équipe nationale du Danemark, il remporte le Championnat du monde 2023 puis les Jeux olympiques de 2024, étant élu meilleur pivot de la compétition.

## Palmarès

### En club
Compétitions internationales
- Vainqueur de la Ligue européenne (C3) (1) : 2024

Compétitions nationales
- Vainqueur du Championnat du Danemark (2) : 2022, 2023
- Vainqueur de la Coupe du Danemark (1) : 2022

### En sélection
Jeux olympiques
- Médaille d'or aux Jeux olympiques de 2024

Championnat du monde
- Médaille d'or au championnat du monde 2023
- Médaille d'or au championnat du monde 2025

Championnat d'Europe
- Médaille d'argent au championnat d'Europe 2024

### Distinctions individuelles
- élu meilleur pivot du Championnat du Danemark (1) : 2023
- élu meilleur pivot des Jeux olympiques de 2024